# Öğrendik, Ağın
Öğrendik là một xã thuộc huyện Ağın, tỉnh Elâzığ, Thổ Nhĩ Kỳ. Dân số thời điểm năm 2011 là 43 người.